# Commune 6
Commune 6 är en krets i Mali.   Den ligger i regionen Bamako, i den sydvästra delen av landet, 10 km sydost om huvudstaden Bamako.